# 대한민국 형사소송법 제28조
대한민국 형사소송법 제28조는 소송행위의 특별대리인에 대한 형사소송법의 조문이다.

## 조문
제28조(소송행위의 특별대리인) ① 전2조의 규정에 의하여 피고인을 대리 또는 대표할 자가 없는 때에는 법원은 직권 또는 검사의 청구에 의하여 특별대리인을 선임하여야 하며 피의자를 대리 또는 대표할 자가 없는 때에는 법원은 검사 또는 이해관계인의 청구에 의하여 특별대리인을 선임하여야 한다.
②특별대리인은 피고인 또는 피의자를 대리 또는 대표하여 소송행위를 할 자가 있을 때까지 그 임무를 행한다.

第28條(訴訟行爲의 特別代理人) ① 前2條의 規定에 依하여 被告人을 代理 또는 代表할 者가 없는 때에는 法院은 職權 또는 檢事의 請求에 依하여 特別代理人을 選任하여야 하며 被疑者를 代理 또는 代表할 者가 없는 때에는 法院은 檢事 또는 利害關係人의 請求에 依하여 特別代理人을 選任하여야 한다.
②特別代理人은 被告人 또는 被疑者를 代理 또는 代表하여 訴訟行爲를 할 者가 있을 때까지 그 任務를 行한다.

## 참고 문헌
- 손동권 신이철, 새로운 형사소송법(초판, 2013), 세창, 2013. ISBN 9788984114081

## 같이 보기
- 대한민국 형사소송법 제320조
- 관할
- 토지관할